# Euglena
Euglena of oogdiertjes is een geslacht van flageldragende eukaryote eencellige micro-organismen in de familie Euglenaceae. Het is genoemd naar de oogvlek (stigma), die geen primitief oog is, maar een pigmentvlek die een schaduw werpt op een fotoreceptor en zo het oogdiertje in staat stelt te bewegen afhankelijk van de richting van het licht – een fenomeen dat fototaxie wordt genoemd. Euglena werd in 1830 beschreven door Ehrenberg.

## Kenmerken
Euglena-soorten zijn eencellig en meestal rond de 15-40 µm groot. Het geslacht omvat zowel fotoautotrofe soorten met bladgroenkorrels, als heterotrofe, kleurloze vormen. Vertegenwoordigers van het geslacht Euglena hebben longitudinaal eivormige of langwerpige cellen die kunnen verschijnen in cilindrische, afgeplatte of kurkentrekkerachtige gedraaide vorm. Fotosynthetisch actieve Euglena-soorten zijn groen gekleurd door de chlorofyl a en b in de chloroplasten. Ze kunnen zich voortbewegen in het water door middel van een enkel flagellum dat aan de voorste paal wordt ingebracht en ontstaat uit een flagellumzak. De oogdiertjes bewegen zich rond een centrale as in een spiraalvormige curve. Een tweede flagellum is sterk ingekort en steekt niet uit de flagellumzak. Daarop bevindt zich het para-flagellaire lichaam, een lichtgevoelig organel dat functioneel gerelateerd is aan de oogvlek of het stigma. Tijdens de rotatie van Euglena rond de lengteas, schaduwt de oogvlek, een lipidenblaasje gevuld met carotenoïden, periodiek de lichtreceptor van het paraflagellaire lichaam. Hierdoor kan Euglena de invalsrichting van het licht registreren en een bijbehorende fototaxie laten zien. Eén cytostoom ontbreekt. Omdat Euglena zowel plant- als dierkenmerken vertoont, was een duidelijke toewijzing aan het planten- of dierenrijk voorheen niet mogelijk.

## Leefwijze
De meeste oogdiertjes bevatten chloroplasten met de groene pigmenten chlorofyl a en b. Met hun hulp voeren ze fotosynthese uit (fototrofe voeding). De vertegenwoordigers van het geslacht Euglena zijn echter niet volledig autotroof, omdat ze ook afhankelijk zijn van de opname van organische stoffen uit het omringende medium. Onder bepaalde omstandigheden volgen sommige soorten een heterotroof dieet: ze verminderen dan tijdelijk hun chlorofyl en leven van organische stoffen die worden opgenomen door pinocytose. Bijna alle Euglena-soorten (met uitzondering van enkele mariene vormen) leven in zoet water. De voortplanting van Euglena vindt - zoals bij alle Euglenoida - uitsluitend aseksueel plaats door longitudinale deling. Waarnemingen van seksuele processen konden nooit worden bevestigd.

## Fototaxie (lichtoriëntatie)
Euglena kan de richting en intensiteit van het licht waarnemen en erop reageren. Dit vermogen staat bekend als fototaxie. Met matige tot hoge lichtintensiteiten zwemt Euglena naar de lichtbron (positieve fototaxie). Het punt van dit gedrag is te zien in het feit dat Euglena plaatsen bezoekt die de best mogelijke fotosynthese mogelijk maken. Bij zeer hoge lichtintensiteiten zwemt Euglena weg van de lichtbron (negatieve fototaxie). Zeer hoge lichtintensiteiten kunnen het fotosynthesesysteem van Euglena beschadigen. De basis van de fototaxie van Euglena is de interactie van het paraflagellaire lichaam en de oogvlek (stigma). Door de roterende beweging laat de oogvlek met regelmatige tussenpozen een schaduw op het paraflagellaire lichaam vallen. Afhankelijk van de relatie tussen de zwemrichting en de richting van het invallende licht verandert dit schaduwpatroon en kan Euglena daaruit de richting van het licht afleiden.

## Systematiek en evolutie
De systematiek van het geslacht Euglena is grondig herzien op basis van moleculair biologische bevindingen. Het geslacht Euglena omvat daarom alleen fototrofe of secundaire osmotrofe eugleniden met een flexibel vliesje. Ook nieuw is dat de soorten Astasia longa en Khawkinea quartana nu geïntegreerd zijn in het geslacht Euglena als Euglena longa en Euglena quartana. De basis hiervoor is de wetenschap dat deze twee organismen afstammen van groene, Euglena-achtige voorouders en in de loop van de evolutie het vermogen tot fotosynthese hebben verloren. Euglena longa heeft nog steeds plastiden, maar die zijn sterk verminderd en fotosynthetiseren niet langer. Deze heterotrofe soorten, waarvan kan worden aangetoond dat ze afstammen van fototrofe voorouders, staan bekend als secundaire osmotrofen.

## Leefgebied
Nagenoeg alle soorten komen voor in zoet water behalve mariene vormen. In verontreinigde wateren kunnen ze algenbloei veroorzaken, wat wil zeggen dat het water groen wordt gekleurd.

## Gebruik
De fototrofe soort Euglena gracilis is van bijzonder belang als modelorganisme in onderzoek. Onderzoekers zijn bijvoorbeeld geïnteresseerd in de basiswerking van fototaxie en geotaxie. Het Japanse bedrijf euglena Co., Ltd. zou oogdiertjes willen gebruiken als diervoeder, componenten van cosmetica, voedsel of voedingssupplementen, evenals brandstoffen om een duurzame koolstofcyclus te creëren.

## Soorten
- Euglena anabaena Mainx, 1926
- Euglena acus Ehrenberg, 1830
- Euglena ascusformis J. Schiller, 1925
- Euglena adhaerens Matvienko, 1938
- Euglena caudata Hubner, 1886
- Euglena clavata Skuja, 1948
- Euglena communis Gojdics, 1953
- Euglena clara Skuja, 1948
- Euglena contabrica E.G. Pringsheim, 1956
- Euglena cantabrica Pringsheim, 1956
- Euglena chlamydophora Mainx, 1927
- Euglena deses Ehrenberg, 1830
- Euglena elastica Prescott, 1944
- Euglena elongata Schewiakoff, 1891
- Euglena gracilis G.A. Klebs, 1883
- Euglena geniculata Dujardin, 1841
- Euglena granulata F. Schmitz, 1884
- Euglena hemichromata Skuja, 1948
- Euglena intermedia T.G. Popowa, 1966
- Euglena lata D.O. Svirenko
- Euglena limnophila Lemmermann, 1898
- Euglena minima Francé, 1897
- Euglena magnifica E.G. Pringsheim, 1956
- Euglena mutabilis F. Schmitz, 1884
- Euglena oxyuris Schmarda, 1846
- Euglena obtusata F. Schmitz
- Euglena obtusa Deflandre, 1928
- Euglena oblonga F. Schmitz, 1884
- Euglena ostendensis Kufferath, 1950
- Euglena proxima Dangeard, 1901
- Euglena pisciformis G.A. Klebs, 1883
- Euglena polymorpha P.A. Dangeard, 1901
- Euglena repulsans J. Schiller, 1952
- Euglena sanguinea Ehrenberg, 1830
- Euglena splendens P.A. Dangeard, 1901
- Euglena texta Hubner, 1886
- Euglena tripteris G.A. Klebs, 1883
- Euglena tuberculata Swirenko, 1915
- Euglena terricola Lemmerman, 1910
- Euglena viridis Ehrenberg, 1832
- Euglena velata G.A. Klebs, 1883
- Euglena van-gloori Deflandre, 1928
- Euglena variabilis G.A. Klebs, 1883

Euglena acus · 
Euglena adhaerens · 
Euglena anabaena · 
Euglena ascusformis · 
Euglena cantabrica · 
Euglena caudata · 
Euglena chlamydophora · 
Euglena clara · 
Euglena clavata · 
Euglena communis · 
Euglena contabrica · 
Euglena deses · 
Euglena elastica · 
Euglena elongata · 
Euglena geniculata · 
Euglena gracilis · 
Euglena granulata · 
Euglena hemichromata · 
Euglena intermedia · 
Euglena lata · 
Euglena limnophila · 
Euglena magnifica · 
Euglena minima · 
Euglena mutabilis · 
Euglena oblonga · 
Euglena obtusa · 
Euglena obtusata · 
Euglena ostendensis · 
Euglena oxyuris · 
Euglena pisciformis · 
Euglena polymorpha · 
Euglena proxima · 
Euglena repulsans · 
Euglena sanguinea · 
Euglena splendens · 
Euglena terricola · 
Euglena texta · 
Euglena tripteris · 
Euglena tuberculata · 
Euglena van-gloori · 
Euglena variabilis · 
Euglena velata ·
Euglena viridis